# Tokugawa Masako
Tokugawa Masako, född 1607, död 1678, var en japansk kejsarinna, gift med kejsar Go-Mizuno-o av Japan. 

## Biografi
Tokugawa Masako var dotter till shogun Tokugawa Hidetada, och blev gift med kejsaren år 1620. Hon var initialt endast en av hans många gemåler, men fick år 1624 titeln kejsarinna. Hon blev Japans första kejsarinna på åtminstone 200 år, och den första till namnet kända sedan Junshi. Hon var också en av endast fem japanska kejsarinnor före Meijirestaurationen (1868), som varken tillhörde ätten Fujiwara eller var födda som medlemmar av kejsarhuset. 
Tokugawa Masako förde med sig en personlig förmögenhet vid giftermålet. Hon använde sin förmögenhet till att ena Edo och Kyoto, reparera och återuppföra de byggnader som skadats av jordbävningar, agera mecenat för konstnärer och gynna Tokugawaklanens rykte. År 1629 blev hennes dotter Meisho monark. Meisho abdikerade 1643 och efterträddes av sina halvbröder, som hade blivit uppfostrade av Tokugawa Masako.